# Fita vermelha
A corda vermelha ou fita vermelha (red string, red ribbon ou red tape em inglês) é uma espécie de amuleto/talismã popularmente associado ao Judaísmo e a Cabala, usado para afastar o infortúnio provocado por um mau-olhado (עין הרע em hebraico). Em yiddish a fita vermelha é chamada de roite bindele. 
A corda vermelha em si normalmente é feita a partir de fio de lã vermelha fino. Ela é usada (normalmente amarrada) como uma espécie de pulseira no pulso esquerdo do utente (o lado de recebimento). 
Algumas dessas cordas vermelhas são trazidas de Israel em grande quantidade em torno do túmulo da matriarca bíblica Raquel, perto de Belém. Considera-se que as grandes potências de "boa sorte" dê proteção divina àqueles que a usarem. A maioria dos rabinos não incentivam o uso desta fita.

## Tempos contemporâneos

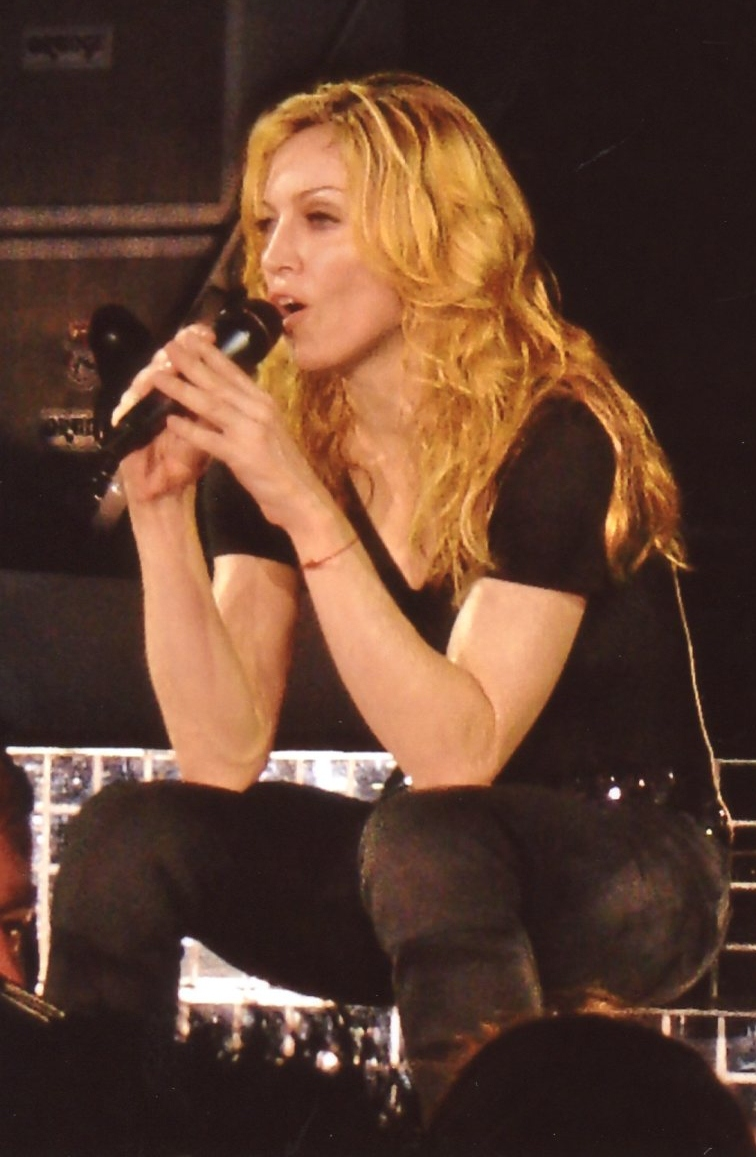
Madonna usando um cordão vermelho, na Confessions Tour de 2006

Houve um ressurgimento contemporâneo da corda vermelha no pós-1980, período de Intifadas em Israel. 
O fio vermelho se tornou popular com muitas celebridades, incluindo muitos não-judeus. Liderados por Madonna, aqueles que tomaram a usá-las são: Michael Jackson, Rosie O'Donnell, Ashton Kutcher, Britney Spears, David Beckham, Avril Lavigne, Zac Efron, Vanessa Hudgens, Lauren Conrad, Anthony Kiedis, Márcia Goldschmidt, Pitty e Ariana Grande

## Variadas fitas vermelhas

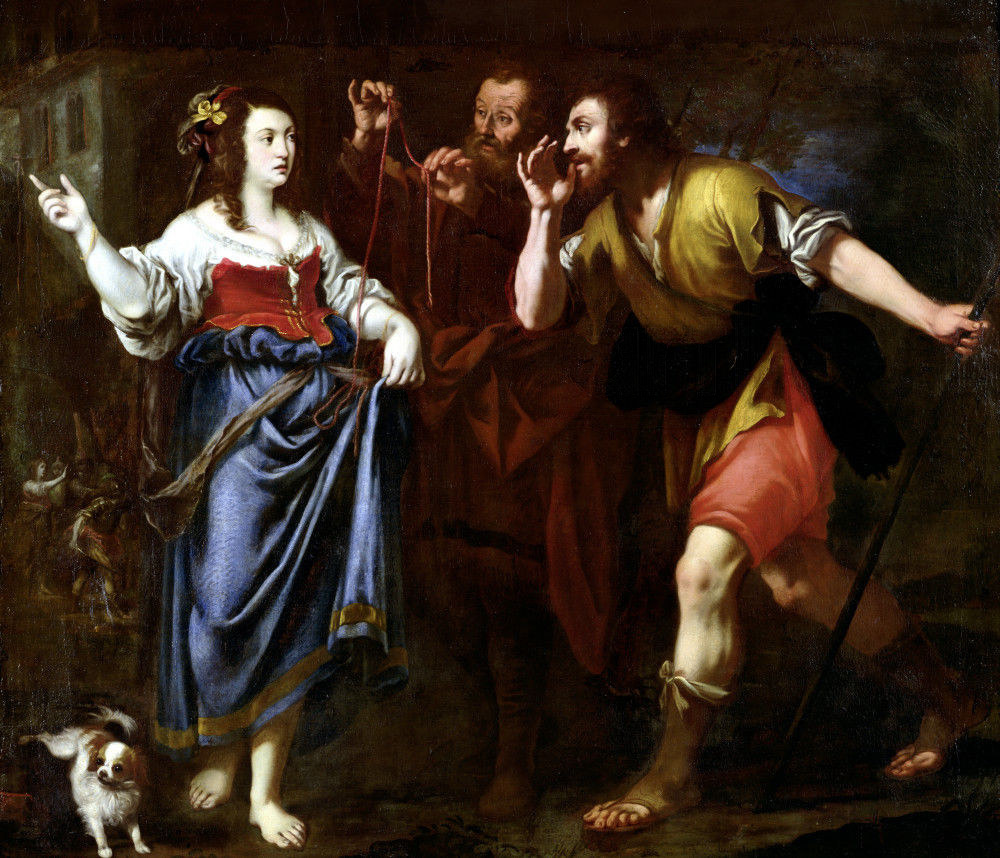
Raabe com sua corda vermelha na companhia dos Espiões de Josué.
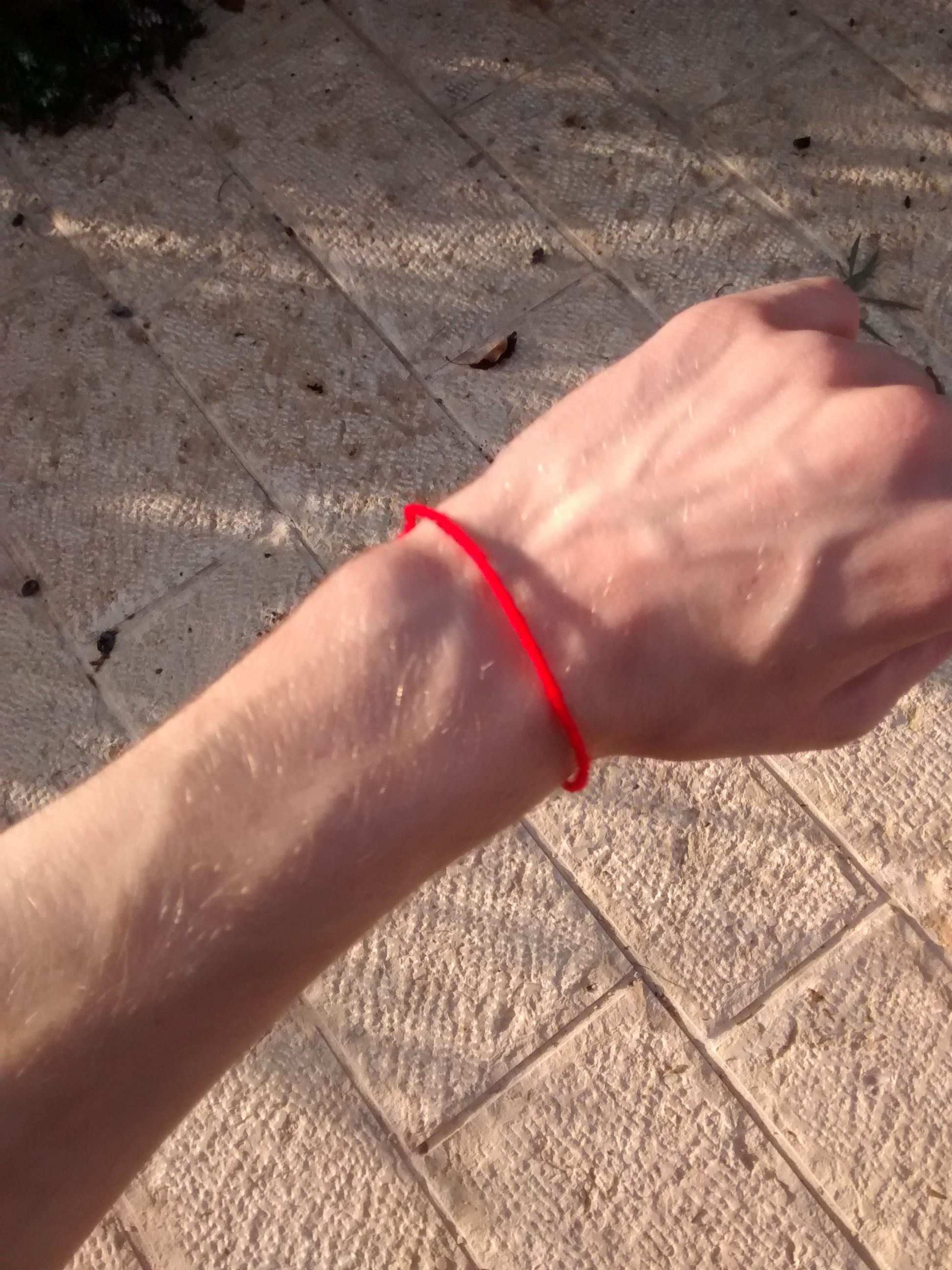
Uma pessoa usando uma corda vermelha cabalística próxima ao Muro das Lamentações.
Uma fita da consciência vermelha simbolizando o combate contra a AIDS.
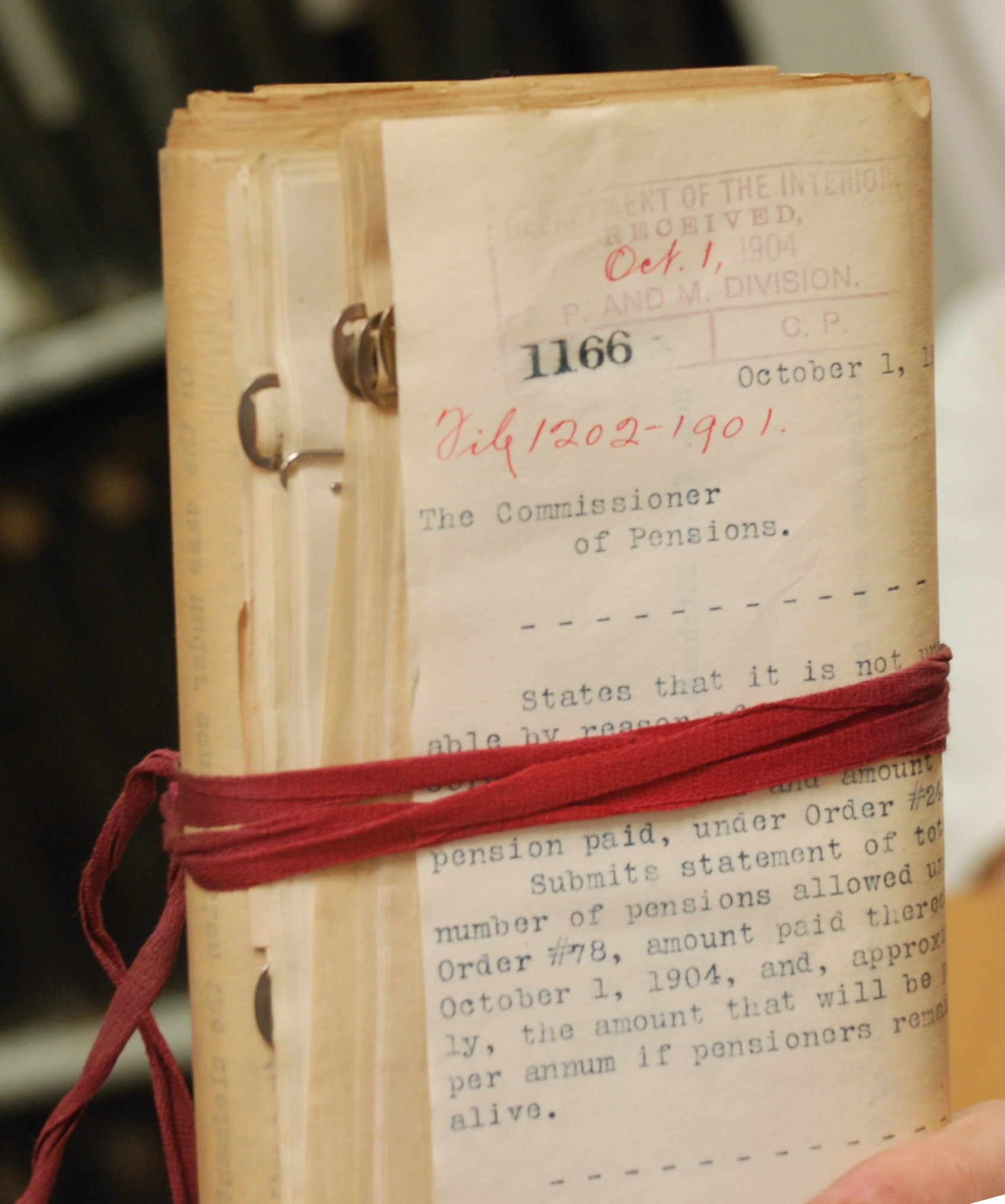
Uma fita vermelha burocrática envolvendo documentos de pensão norte-americanos.
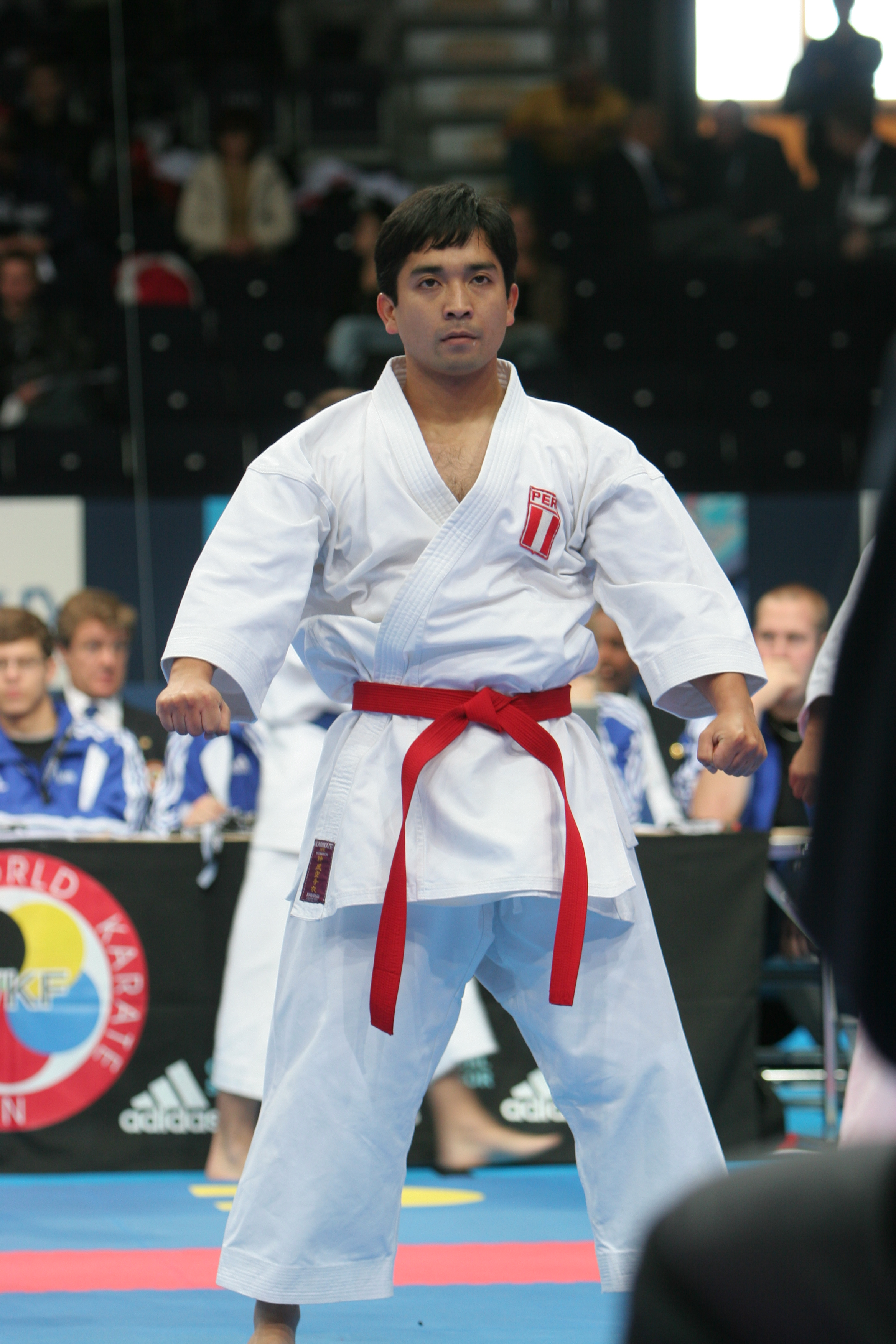
O carateca Akio Tamashiro usando sua faixa vermelha de caratê.
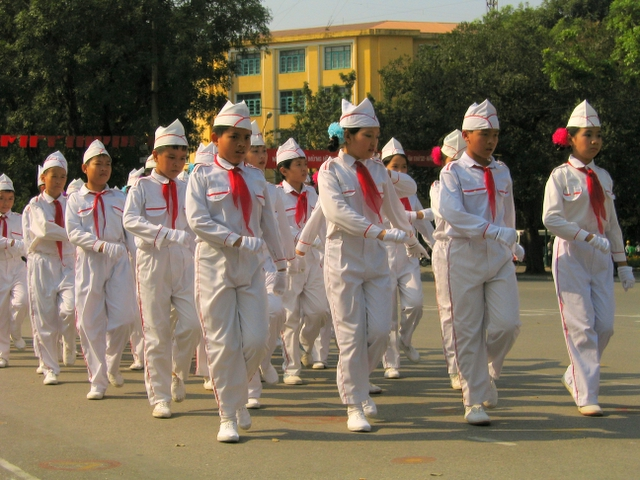
O Movimento dos Pioneiros do Vietnã usando seus lenços vermelhos.